# 우타 피피히
우타 피피히(독일어: Uta Pippig, 1965년 9월 7일 ~ )는 독일의 전직 육상 선수이다. 그녀는 1992년과 1996년 올림픽에서 독일을 대표했다. 피피히는 2004년에 미국 시민권을 취득했고, 지금도 미국 여권을 보유하고 있다. 2004년에 피피히는 개인 및 건강 교육을 홍보하는 조직에 건강 정보 및 자선 단체 지원을 제공하는 "매직 공정을 타고"를 설립했다. 그녀는 2005년에 MIT AgeLab의 자문위원회에 지명되었다.
두 의사의 딸 피피히는 13세때 달리기를 시작했다. 그녀는 홈볼트 대학교 베를린에서 의료 학생이었다. 그녀는 1990년에 독일이 통일하기 전에 동독을 떠났다. 그녀는 그 해에 룩셈부르크 유로크로스 회의에서 우승했다.
우타 피피히는 1996년 보스턴 마라톤 대회에서 월경 출혈, 설사 도중에 우승했다.